# Rusper
Rusper – wieś w Anglii, w hrabstwie West Sussex, w dystrykcie Horsham. Leży 48 km na północny wschód od miasta Chichester i 45 km na południe od Londynu. W 2001 miejscowość liczyła 1389 mieszkańców.